# الشرطة الرومانية

الشرطة الرومانية هي قوة الشرطة الوطنية الرئيسية في رومانيا. تخضع الشرطة الرومانية لوزارة الشؤون الداخلية.

## الواجبات
الشرطة الرومانية مسؤولة عن:
- حماية الحقوق والحريات الأساسية للمواطنين والممتلكات الخاصة والعامة.
- منع الجرائم الجنائية والتعرف على مرتكبيها.
- الحفاظ على النظام العام والسلامة العامة.
- تنظيم سير المركبات والزام المواطنيين بالتقيد بأنظمة المرور والسلامة العامة و مراقبة الطرق.